# Sarraceniaceae
Sarraceniaceae Dumort., 1829 è una famiglia di piante carnivore appartenente all'ordine Ericales.

## Descrizione
Presentano delle foglie modificate, che formano delle strutture tubulari, chiamate ascidi, colme di acqua ed enzimi digestivi (o batteri simbionti in Darlingtonia). Gli ascidi agiscono come trappole per attirare, catturare ed uccidere gli insetti da cui ricavano le sostanze nutritive mediante la digestione delle proteine.
Gli ascidi si sviluppano per mezzo di rizomi sotterranei e in genere durante la stagione invernale si riducono, diventando più bassi e meno efficienti.
La maggior parte delle sarraceniacee hanno ascidi alti e stretti, che crescono verticalmente. Sarracenia purpurea presenta ascidi corti e bulbosi e che crescono vicino al terreno, mentre in S. psittacina gli ascidi si accrescono orizzontalmente.

## Tassonomia
Il sistema Cronquist (1981) assegnava la famiglia all'ordine Nepenthales, mentre la moderna classificazione APG la attribuisce all'ordine Ericales.
Alla famiglia Sarraceniaceae vengono ascritte 30 specie suddivise in tre generi:
- Darlingtonia Torr. (1 specie)
- Heliamphora Benth. (18 spp.)
- Sarracenia Tourn. ex L. (11 spp.)

## Distribuzione e habitat
I generi Sarracenia e Darlingtonia sono endemici dell'America del Nord, mentre Heliamphora è nativo del Sud America.
Tutte vivono in suoli acidi e poveri di nutrienti, come le torbiere.